# داريوس كروسبي
داريوس كروسبي هو سياسي أمريكي، ولد في عقد 1760، وتوفي في 1818. انتخب عضو جمعية ولاية نيويورك ‏ وانتخب عضو مجلس ولاية نيويورك ‏.